# Wappen von Swakopmund

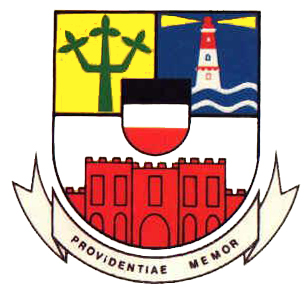
Altes Stadtwappen von Swakopmund – 1972 bis 28. Juli 2009

Das Wappen von Swakopmund wurde am 28. Juli 2009 eingeführt. Das frühere Wappen bestand seit dem 30. November 1972 und wurde von C. Pama aus Newlands in Südafrika entworfen.

## Blasonierung
Blasonierung: Der geteilte Schild ist oben gespalten. Vorn oben in Gold eine grüne Welwitschie. Hinten oben steht im blauen Feld ein silberner Leuchtturm mit roter Turmspitze auf zwei silbernen Wellen und sein goldenes Licht strahlt nach den Seiten.
Unten im silbernen Feld ragt eine rote Kaserne (Alte Kaserne Swakopmund) aus dem Schildfuß empor. Der aufgelegte Mittelschild wird durch einen roten beidseitig silbern eingefassten Schräglinksbalken in Blau mit einer goldenen  Sonne und Grün geteilt (siehe Flagge Namibias).
Ein silbernes Spruchband mit den schwarzen Majuskeln unterhalb des Schildes nennt die Devise: „PROVIDENTIAE  MEMOR“.

## Bedeutung
Die Welwitschia mirabilis auf gelbem Wüstenhintergrund ist ein nationales Symbol Namibias, das die Gleichheit der Bürger Swakopmunds versinnbildlichen soll. Der Swakopmunder Leuchtturm gilt als Wahrzeichen der Stadt und erinnert an ihre Verbindung zur See. Die untere Hälfte des Wappens stellt die Alte Kaserne dar, ebenfalls ein Wahrzeichen der Stadt und Nationales Denkmal in Namibia. Das Mittelschild zeigt die Flagge Namibias. Unter dem Wappen verläuft der lateinische Wahlspruch Swakopmunds, der auch der Wahlspruch des Königreichs Sachsen war: Providentiae memor, übersetzt: „der Vorsehung eingedenk“.

## Vorheriges Wappen
Das alte Wappen Swakopmunds hatte die gleiche Aufteilung, jedoch teilweise andere Inhalte. So zeigte die linke obere Ecke einen Dreidorn auf gelbem Grund, Versinnbildlichung der drei Sprachen Afrikaans, Englisch und Deutsch. Der Wappenmittelpunkt zeigte anstelle der namibischen Flagge die Farben des Deutschen Kaiserreichs Schwarz-Weiß-Rot – ein Hinweis auf die Gründungsgeschichte Swakopmunds.